# Tokyo Park
Pour plus de détails, voir Fiche technique et Distribution.
Tokyo Park (東京公園, Tōkyō kōen) est un film japonais réalisé par Shinji Aoyama et sorti en 2011.

## Synopsis
Koji, un apprenti photographe, aime flasher passants et familles dans un grand parc de Tōkyō. Un jour, il prend un cliché d'une jeune femme. Le mari de celle-ci, dentiste de profession, lui demande alors d'épier les journées de son épouse et de lui transmettre ses photos par SMS. Cette activité, pour le moins étrange, va lentement bouleverser la vie de Koji et modifier son attitude à l'égard des femmes qui l'entourent : Miyu, son amie d'enfance et Misaki, la fille de sa belle-mère... 

## Fiche technique
- Titre du film : Tokyo Park
- Titre original : 東京公園 (Tōkyō kōen?)
- Réalisation : Shinji Aoyama
- Scénario : Shinji Aoyama, Masaaki Uchida et Norihiko Goda, d'après le roman Tōkyō kōen de Yukika Shoji
- Photographie : Yūta Tsukinaga (ja)
- Montage : Hidemi Li
- Musique : Shinji Aoyama, Isao Yamada
- Son : Nobuyuki Kikuchi
- Décors : Tsuyoshi Shimizu
- Production : Hiroaki Saito, Yasushi Yamazaki pour D-Rights et Tokyo Koen Films Partners
- Distributeur : Alfama Films
- Pays de production :  Japon
- Langue originale : japonais
- Format : couleur ; 1,85:1 ; Dolby stéréo
- Durée : 119 minutes
- Dates de sortie :
  - Japon : 18 juin 2011[1]
  - France : 22 août 2012[2]

## Distribution
- Haruma Miura : Koji
- Nana Eikura : Miyu
- Manami Konishi : Misaki
- Haruka Igawa : Yurika

## Commentaires
Considéré comme l'un des réalisateurs les plus importants de la génération la plus récente du cinéma japonais, Shinji Aoyama adopte, avec Tokyo Park, une forme de mise en scène des plus classiques : l'adaptation d'un best-seller pour adolescents.
« L'étrangeté du film réside dans ce mélange entre une forme très simplifiée [...] et des scènes qui naviguent avec une telle liberté entre mélancolie, ironie et fantastique. [...] La sobriété de la réalisation se révèle, à l'usage, bénéfique dans une étrange méditation sur la vie et la sensibilité des êtres au monde extérieur. »

## Distinctions
Tokyo Park est sélectionné en compétition pour le Léopard d'or au Festival international du film de Locarno 2011, le film remporte le Léopard d'or spécial du jury,.